# Milena Canonero
Milena Canonero (Turín, Piamonte, Italia; 1 de enero de 1946) es una diseñadora de vestuario y productora italiana, ha trabajado en producciones cinematográficas y teatrales. Ha ganado cuatro Premios Óscar en la categoría de mejor diseño de vestuario, y ha sido nominada para este mismo en nueve ocasiones. Está casada con el actor Marshall Bell.

## Carrera
Nació en Turín, Italia, Canonero estudió arte, diseño histórico y diseño de vestuario en Génova. Se trasladó a Inglaterra, donde comenzó a trabajar en pequeñas producciones de cine y de teatro. Mientras diseñaba para comerciales en Londres, conoció a diversos directores de cine.
Su primer trabajo importante como diseñadora en el mundo del cine fue en La naranja mecánica (A Clockwork Orange, 1971), dirigida por Stanley Kubrick. Ella lo había conocido anteriormente durante la grabación de 2001:Odisea del espacio / 2001: Una odisea del espacio (2001: A Space Odyssey, 1968). Trabajó nuevamente con Kubrick en Barry Lyndon (1975), gracias a la cual obtuvo su primer Óscar junto a Ulla-Britt Söderlund, y en El resplandor (The Shining, 1980). Su segundo Óscar lo obtuvo por Carros / Carrozas de fuego (Chariots of Fire, 1981), dirigida por Hugh Hudson.
Canonero también ha diseñado el vestuario de diversas producciones teatrales dirigidas por Otto Schenk, se pueden mencionar El tríptico (Il trittico de Puccini, Ópera Estatal de Viena, 1979), Como gustéis (As You Like It de Shakespeare, Festival de Salzburgo, 1980), la opereta El murciélago (Die Fledermaus de Strauss, Ópera Estatal de Viena, 1980), Andrea Chénier (Giordano, Ópera Estatal de Viena, 1981) y Arabella (Strauss, Metropolitan Opera House, 1983). Para el director Luc Bondy ha creado el vestuario de las nuevas producciones de Tosca de Puccini (Metropolitan Opera House, 2009) y Helena de Eurípides (Burgtheater, Viena, 2010).
En 1986, Canonero se convirtió en la diseñadora de vestuario de la serie de televisión Miami Vice.
En 2001, Canonero recibió el Career Achievement Award in Film del Costume Designers Guild. En 2005, Caninero ganó el premio a la excelencia en el cine contemporáneo por su trabajo en la película de Wes Anderson Life Aquatic (The Life Aquatic with Steve Zissou, 2004). Ganó su tercer Óscar por María Antonieta (Marie Antoinette, 2006) de Sofia Coppola.
Canonero volvió a trabajar con Anderson en El Gran Hotel Budapest (The Grand Budapest Hotel, 2014), con la cual obtuvo su novena nominación y su cuarto Óscar, en la 87a edición de los premios de la Academia. También ganó un BAFTA por su trabajo en la película.
Milena Canonero fue galardonada con un Oso de oro honorífico en el 67° Festival Internacional de Cine de Berlín.

## Premios y distinciones
Premios Óscar
| Año  | Categoría                          | Película                                                     | Resultado |
| ---- | ---------------------------------- | ------------------------------------------------------------ | --------- |
| 1976 | Mejor diseño de vestuario          | Barry Lyndon                                                 | Ganadora  |
| 1982 | Mejor diseño de vestuario          | Carros / Carrozas de fuego (Chariots of Fire)                | Ganadora  |
| 1986 | Mejor diseño de vestuario          | África mía / Memorias de África (Out of Africa)              | Nominada  |
| 1989 | Mejor diseño de vestuario          | Tucker: un hombre y su sueño (Tucker: The Man and His Dream) | Nominada  |
| 1991 | Mejor diseño de vestuario          | Dick Tracy                                                   | Nominada  |
| 2000 | Mejor diseño de vestuario          | Titus                                                        | Nominada  |
| 2002 | Mejor diseño de vestuario          | El misterio del collar (The Affair of the Necklace)          | Nominada  |
| 2007 | Óscar al mejor diseño de vestuario | María Antonieta (Marie Antoinette)                           | Ganadora  |
| 2014 | Óscar al mejor diseño de vestuario | El Gran Hotel Budapest (The Grand Budapest Hotel)            | Ganadora  |

Otros premios
| Año  | Premio       | Categoría                          | Película                                                |
| ---- | ------------ | ---------------------------------- | ------------------------------------------------------- |
| 1982 | Premio BAFTA | BAFTA al mejor diseño de vestuario | Carros de fuego (Chariots of Fire, 1981)                |
| 1986 | BAFTA Premio | BAFTA al mejor diseño de vestuario | Cotton Club (The Cotton Club, 1984)                     |
| 2015 | BAFTA Premio | BAFTA al mejor diseño de vestuario | El Gran Hotel Budapest (The Grand Budapest Hotel, 2014) |